# Acrón

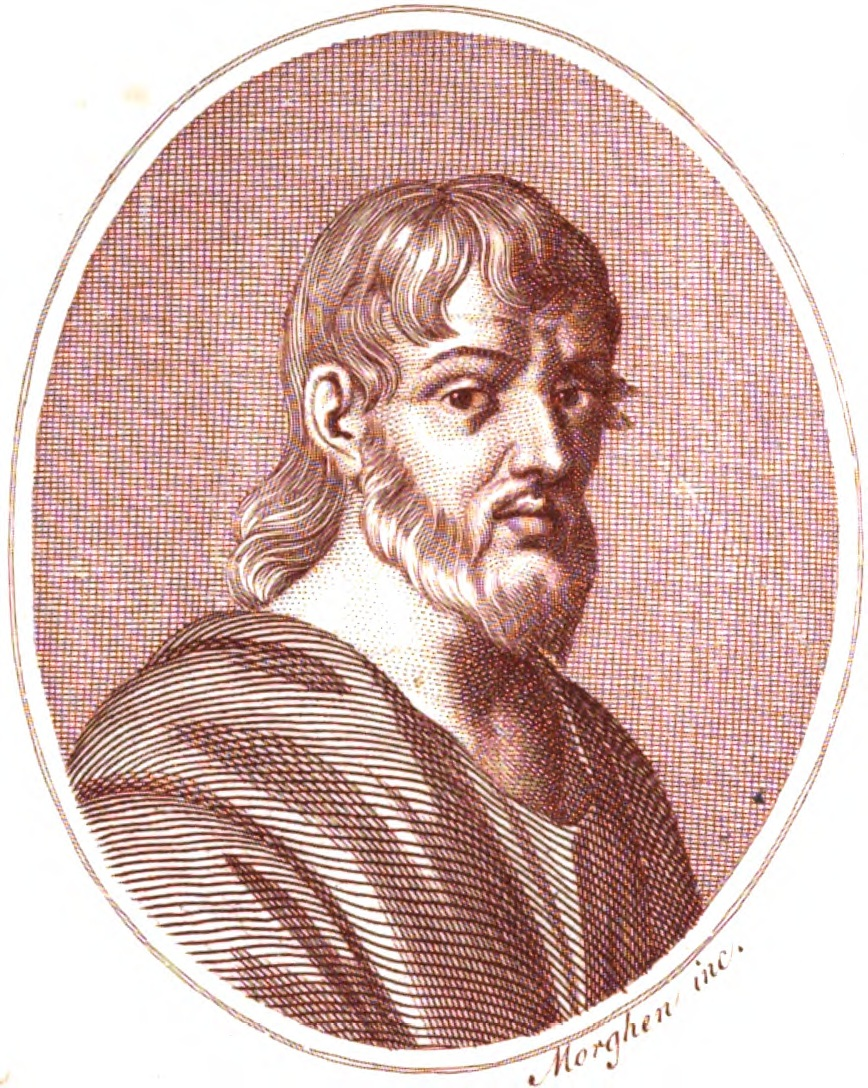

Acrón, hijo de Xenón, fue un eminente médico griego nacido en Agrigento. Su época exacta no se conoce, pero, como se menciona que era contemporáneo de Empédocles, quien murió a comienzos de la guerra del Peloponeso, debió vivir en el siglo V a. C. Desde Sicilia se marchó a Atenas, y allí estableció una escuela filosófica.
Se dice que estuvo en esa ciudad durante la gran epidemia (430 a. C.) y que, bajo su dirección, se provocaron grandes incendios por las calles de la ciudad con el propósito de purificar el aire, los cuales proporcionaron un gran beneficio a los enfermos. Sin embargo una cosa así debería haber sido mencionada por Tucídides, y, si es cierto que Empédocles o Simónides (quien murió en el 467 a. C.) escribió el epitafio de Acrón, puede ser falso que estuviese en Atenas durante la epidemia.
A su regreso a su país de origen, el médico pidió permiso al senado para colocar un epitafio en su tumba familiar. La respuesta fue negativa por sugerencia de Empédocles, ya que tal permiso interfería con el principio de igualdad que él aspiraba a establecer en Agrigento. Como el sarcástico epitafio de Acrón es probablemente el más completo juego de palabras registrado en griego antiguo, y por tanto se resiste a su traducción, se muestra sin traducir para conservar la paronomasia del original:
Algunos expertos atribuyen la totalidad del epitafio a Simónides de Ceos.
Plinio le considera el primero de los Empíricos, pero esto es considerado un error por la mayoría de los estudiosos, ya que esta escuela médica no apareció hasta el siglo III a. C., unos 200 años después de la época de Acrón. Sin embargo, algunos seguidores de la escuela empírica que consideran que esta es bastante más antigua que la escuela dogmática (fundada por Tesalo, el hijo, y Polibio, el yerno de Hipócrates, hacia el 400 a. C.), proclaman a Acrón como su fundador.
No ha perdurado hasta nuestros días ninguno de los trabajos de Acrón, aunque escribió bastante sobre aspectos médicos y físicos en el dialecto dórico, pero, al menos, sí se han conservado los títulos a través de la Suda y de Eudocia.

### Otras fuentes
- Este artículo incorpora una traducción   del Dictionary of Greek and Roman Biography and Mythology editado por William Smith (1867), actualmente en el dominio público.

- Datos: Q2563682
- Multimedia: Acrone di Agrigento / Q2563682